# Vladimíra Uhlířová
Vladimíra Uhlířová (České Budějovice, 4 de Maio de 1978) é uma ex-tenista profissional tcheca, especialista em duplas.

## Premier Mandatory/Premier 5 finais

### Duplas (0–1)
| Posição | Ano  | Torneio    | Piso | Parceira        | Oponentes                     | Placar           |
| ------- | ---- | ---------- | ---- | --------------- | ----------------------------- | ---------------- |
| Vice    | 2011 | Cincinnati | Duro | Natalie Grandin | Vania King Yaroslava Shvedova | 4–6, 6–3, [9–11] |

## WTA finais

### Duplas (5–13)
| Legenda                                      |
| -------------------------------------------- |
| Grand Slam (0–0)                             |
| WTA Tour (0–0)                               |
| Tier I / Premier Mandatory & Premier 5 (0–1) |
| Tier II / Premier (1–4)                      |
| Tier III, IV & V / International (4–8)       |

| Finais por Piso |
| --------------- |
| Duro (3–7)      |
| Saibro (2–5)    |
| Grama (0–0)     |
| Carpete (0–1)   |

| Posição | N.  | Data              | Torneio                                           | Piso        | Parceira              | Oponentes                                 | Placar                |
| ------- | --- | ----------------- | ------------------------------------------------- | ----------- | --------------------- | ----------------------------------------- | --------------------- |
| Vice    | 1.  | 5 Fevereiro 2007  | Open Gaz de France, Paris, França                 | Carpete (i) | Gabriela Navrátilová  | Cara Black Liezel Huber                   | 2–6, 0–6              |
| Vice    | 2.  | 3 Março 2007      | Qatar Total Open, Doha, Qatar                     | Duro        | Ágnes Szávay          | Martina Hingis Maria Kirilenko            | 1–6, 1–6              |
| Campeã  | 1.  | 23 Abril 2007     | Budapest Grand Prix, Budapeste, Hungria           | Saibro      | Ágnes Szávay          | Martina Müller Gabriela Navrátilová       | 7–5, 6–2              |
| Vice    | 3.  | 23 Julho 2007     | Gastein Ladies, Bad Gastein, Áustria              | Saibro      | Ágnes Szávay          | Lucie Hradecká Renata Voráčová            | 3–6, 5–7              |
| Vice    | 4.  | 10 Fevereiro 2008 | Open Gaz de France, Paris, França                 | Duro        | Eva Hrdinová          | Alona Bondarenko Kateryna Bondarenko      | 1–6, 4–6              |
| Campeã  | 2.  | 13 Abril 2008     | Bausch & Lomb Championships, Amelia Island, EUA   | Saibro      | Bethanie Mattek-Sands | Victoria Azarenka Elena Vesnina           | 6–3, 6–1              |
| Vice    | 5.  | 27 Julho 2008     | East West Bank Classic, Los Angeles, EUA          | Duro        | Eva Hrdinová          | Chan Yung-jan Chuang Chia-jung            | 6–2, 5–7, [4–10]      |
| Campeã  | 3.  | 25 Julho 2009     | Banka Koper Slovenia Open, Portorož, Eslovênia    | Duro        | Julia Görges          | Camille Pin Klára Zakopalová              | 6–4, 6–2              |
| Vice    | 6.  | 25 Outubro 2009   | Luxembourg Open, Luxemburgo                       | Duro        | Renata Voráčová       | Iveta Benešová Barbora Záhlavová-Strýcová | 6–1, 0–6, [7–10]      |
| Campeã  | 4.  | 24 Julho 2010     | Banka Koper Slovenia Open, Portorož, Eslovênia    | Duro        | Maria Kondratieva     | Anna Chakvetadze Marina Erakovic          | 6–4, 2–6, 10–7        |
| Vice    | 7.  | 31 Julho 2010     | İstanbul Cup, İstanbul, Turquia                   | Duro        | Maria Kondratieva     | Eleni Daniilidou Jasmin Wöhr              | 4–6, 6–1, [9–11]      |
| Vice    | 8.  | 26 Setembro 2010  | Korea Open, Seul, Coréia do Sul                   | Duro        | Natalie Grandin       | Julia Görges Polona Hercog                | 3–6, 4–6              |
| Vice    | 9.  | 25 Abril 2011     | Barcelona Ladies Open, Barcelona, Espanha         | Saibro      | Natalie Grandin       | Iveta Benešová Barbora Záhlavová-Strýcová | 7–5, 4–6, [2–10]      |
| Vice    | 10. | 21 Maio 2011      | Internationaux de Strasbourg, Estrasburgo, França | Saibro      | Natalie Grandin       | Akgul Amanmuradova Chuang Chia-jung       | 7–5, 4–6, [9–11]      |
| Vice    | 11. | 10 Julho 2011     | Budapest Grand Prix, Budapeste, Hungria           | Saibro      | Natalie Grandin       | Anabel Medina Garrigues Alicja Rosolska   | 2–6, 2–6              |
| Vice    | 12. | 21 Agosto 2011    | Western & Southern Open, Cincinnati, EUA          | Duro        | Natalie Grandin       | Vania King Yaroslava Shvedova             | 4–6, 6–3, [9–11]      |
| Campeã  | 5.  | 25 Setembro 2011  | Korea Open, Seoul, South Korea                    | Duro        | Natalie Grandin       | Vera Dushevina Galina Voskoboeva          | 7–6(7–5), 6–4         |
| Vice    | 13. | 26 Maio 2012      | Internationaux de Strasbourg, Estrasburgo, França | Saibro      | Natalie Grandin       | Olga Govortsova Klaudia Jans-Ignacik      | 7–6(7–4), 3–6, [3–10] |